# Jörg Voit von Rieneck

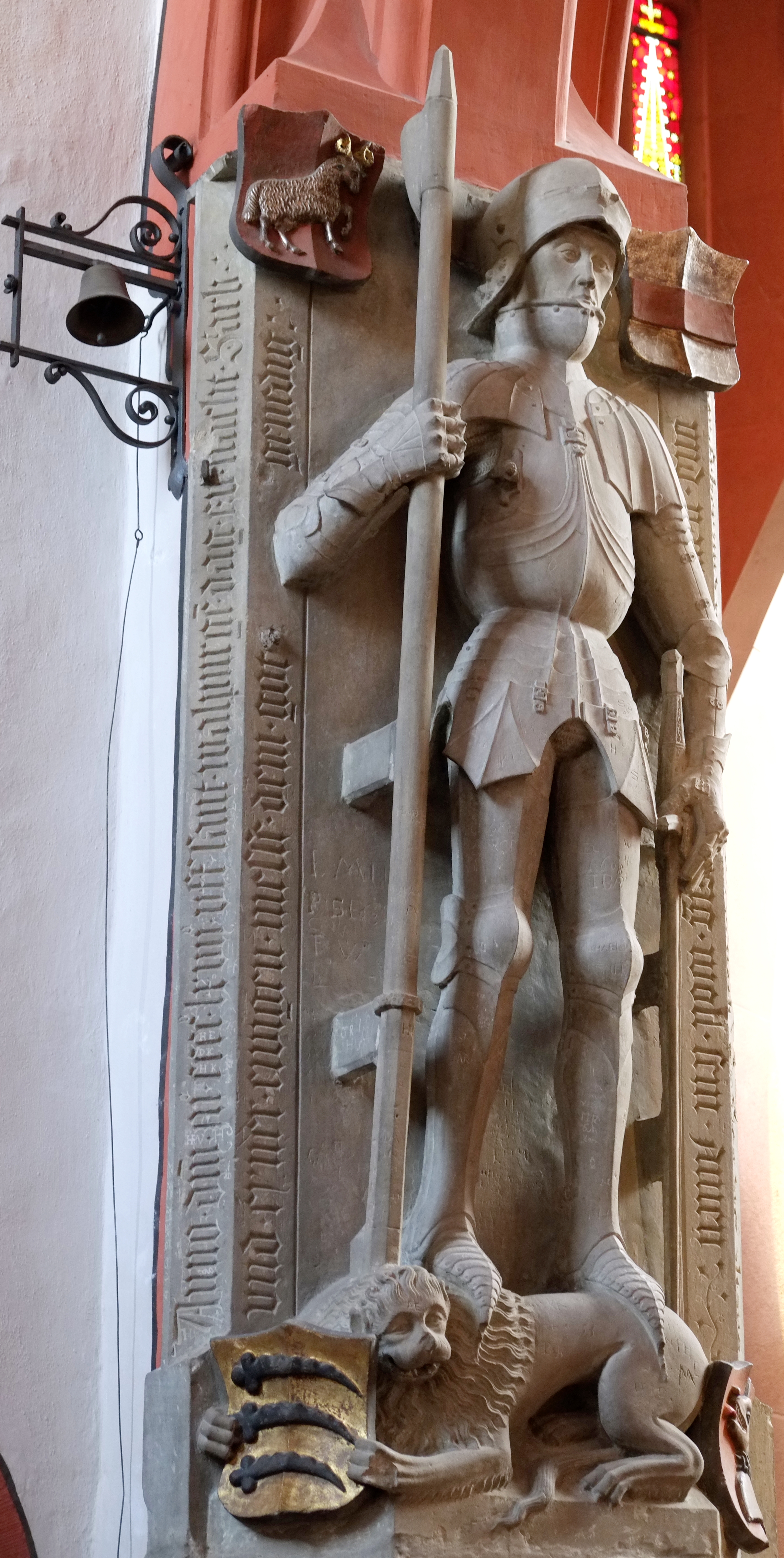
Epitaph des Jörg Voit von Rieneck in der Kirche St. Andreas in Karlstadt

Jörg Voit von Rieneck, auch Jörg Veit von Rieneck, († 25. Februar 1467) war ein deutscher Ritter. Er war Amtmann des Domkapitels in Würzburg. 
Über das Leben des Ritters aus der Familie Voit von Rieneck ist wenig überliefert. In der katholischen Pfarrkirche St. Andreas in Karlstadt befindet sich ein prächtiges Epitaph zu seinen Ehren. Die lebensgroße Figur am Durchgang zur Rieneck-Kapelle stellt ihn auf einem Löwen stehend dar. Der Löwe hält ein Wappen in den Klauen. Der Ritter, in Plattenharnisch und Beckenhaube gekleidet, hält die Streitfahne in der rechten und sein Schwert in der linken Hand.   